# Бонавентюр Депер'є
Бонавентюр Депер’є (фр. Bonaventure des Périers) — французький письменник, особистий секретар Маргарити Наваррської.

## Життя і творчість
Життя Депер’є повне пригод, утрат та найрізніших переслідувань, нарешті закінчилося самогубством, — найкращий приклад того, як жилось у XVI ст. людям, яких переконання суперечили переконанням більшості. Від Депер’є залишився крім книжки віршів та збірника новел сатиричний твір Cymbalum Mundi, що й був головною причиною піднятих проти нього переслідувань. При самій своїй появі твір був осуджений Сорбонною і спалений рукою ката.
Назву Cymbalum Mundi можна перекласти «Цимбал» або «Дзвін на весь світ». Твір складається з чотирьох діалогів: у першому Меркурій спускається з Олімпу до долу, аби виконати Юпітерове поручення — віддати до оправи пошарпану «Книжку призначення». Але в першому шинку два католицькі ченці крадуть цю книжку, рахуючи мати з неї чимало зиску, а натомість кладуть іншу — подібну до тої.
Другий діалог мав назву філософський камінь. З розмови Меркурія з Тріґабусом довідуємося, що ненастанні прохання смертних дати їм філософський камінь на смерть остогидли Меркурію. Бажаючи насміятися над дурними людьми, Меркурій узяв звичайну каменюку, розтовк її на порох і розвіяв навколо. Від того часу смертні безнастанно шукають шматочків каменя з метою "скласти з них одну цілість. Бачачи їх упертість та постійність, Меркурій звертається до людей з такими словами: «Злиденні люди! Невже ви вірите Меркурію, цьому батькові всякої брехні? Невже вірите, що він справді дав вам філософський, а не простісінький камінь і запевнив вас у противному, аби познущатися з вас?»
В третьому діалозі Меркурій вертає до Олімпу і віддає книгу Юпітерові вже в гарній оправі. Без жодної підозри Юпітер розкриває її та жахається, читаючи в ній історію своїх власних пригод. Боячись, аби книга не попалась на очі його ревнивій жінці Гері, він у ту ж мить посилає Меркурія на землю, щоб доконче віднайшов стару книгу.
Четвертий діалог мав дуже мало спільного з попередніми; це розмова двох псів — Гелактора і Пампфюса, в образі яких Депер’є хотів зобразити два типи людей нового часу, з яких один ентузіаст, відрізняється запальною завзятістю та переводженням своїх ідей, а другий, практичний та обережний, уміє коли треба промовчати, коли треба надягти маску благочестя. Критики думають, що під іменем Гелактора виведено приятеля Депер’є, Етьєна Доле, що заплатив життям за сміливе провадження своїх ідей, а під іменем Пампфюса — Рабле, який в житті тримав себе обережно та тактично і через те уцілів.